# Molophilus flexilistylus
Molophilus flexilistylus är en tvåvingeart som beskrevs av Alexander 1931. Molophilus flexilistylus ingår i släktet Molophilus och familjen småharkrankar.
Artens utbredningsområde är Colombia. Inga underarter finns listade i Catalogue of Life.